# Brahe
Brahe je priimek več znanih oseb:
- Erik Baron Bille-Brahe (1883—1944), danski general
- Magnus Brahe (1790—1844), švedski državnik
- Per Brahe (1602—1680), švedski vojak in državnik
- Tycho Brahe (1546—1601), danski astronom